# Chiesa di Santa Giustina (Pernumia)
La chiesa arcipretale di Santa Giustina Vergine e Martire è la parrocchiale di Pernumia, in provincia e diocesi di Padova; fa parte del vicariato di Monselice. 
Le origini della chiesa sono molto antiche, come testimoniato dai ritrovamenti avvenuti durante gli scavi nel 1998.

## Storia

### Età medievale
Il periodo esatto di fondazione della chiesa di Santa Giustina a Pernumia è discusso. La prima attestazione della chiesa risale al 1045 quando compare in una donazione del vescovo Burcardo al capitolo della cattedrale di Padova. La donazione lasciava il diritto di riscossione delle decime ai canonici della cattedrale permettendo al clero locale l'incasso del solo quartese. In questo periodo i documenti si riferiscono già ad una chiesa plebana o pieve, ed era quindi già dotata degli strumenti e del diritto di amministrare il battesimo. La pieve di Pernumia possedeva un territorio di giurisdizione molto ampio che si estendeva da un lato verso Padova dall'altro fino a Monselice. Gli scavi archeologici del 1998, ancora inediti, hanno portato alla luce a sud dell'area presbiteriale antica un muro a meridione di cui si conserva il suo pavimento con tracce d'incendio appartenenti alla chiesa medievale del XI sec. e altri due strati più antichi. Lo strato di frequentazione più antico che è stato scavato contiene resti di una necropoli romana di età imperiale, che comprova il passato rimano della cittadina. Al livello superiore sono riconoscibili le fondamenta di una chiesa più antica risalente al VI secolo, periodo in cui il culto della santa assunse particolare importanza.

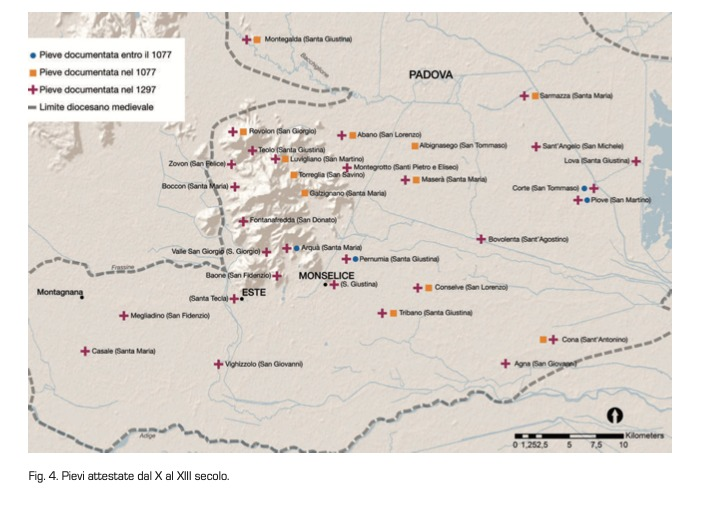
Pianta del territorio che indica le pievi attestate dal X al XIII sec.
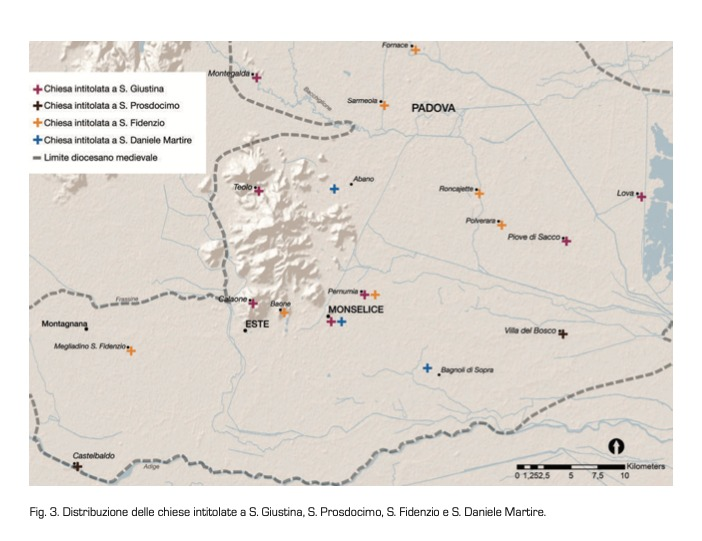
Pianta del territorio che indica le chiese dedicate a Santa Giustina, San Prosdocimo, San Fidenzio e San Daniele Martire

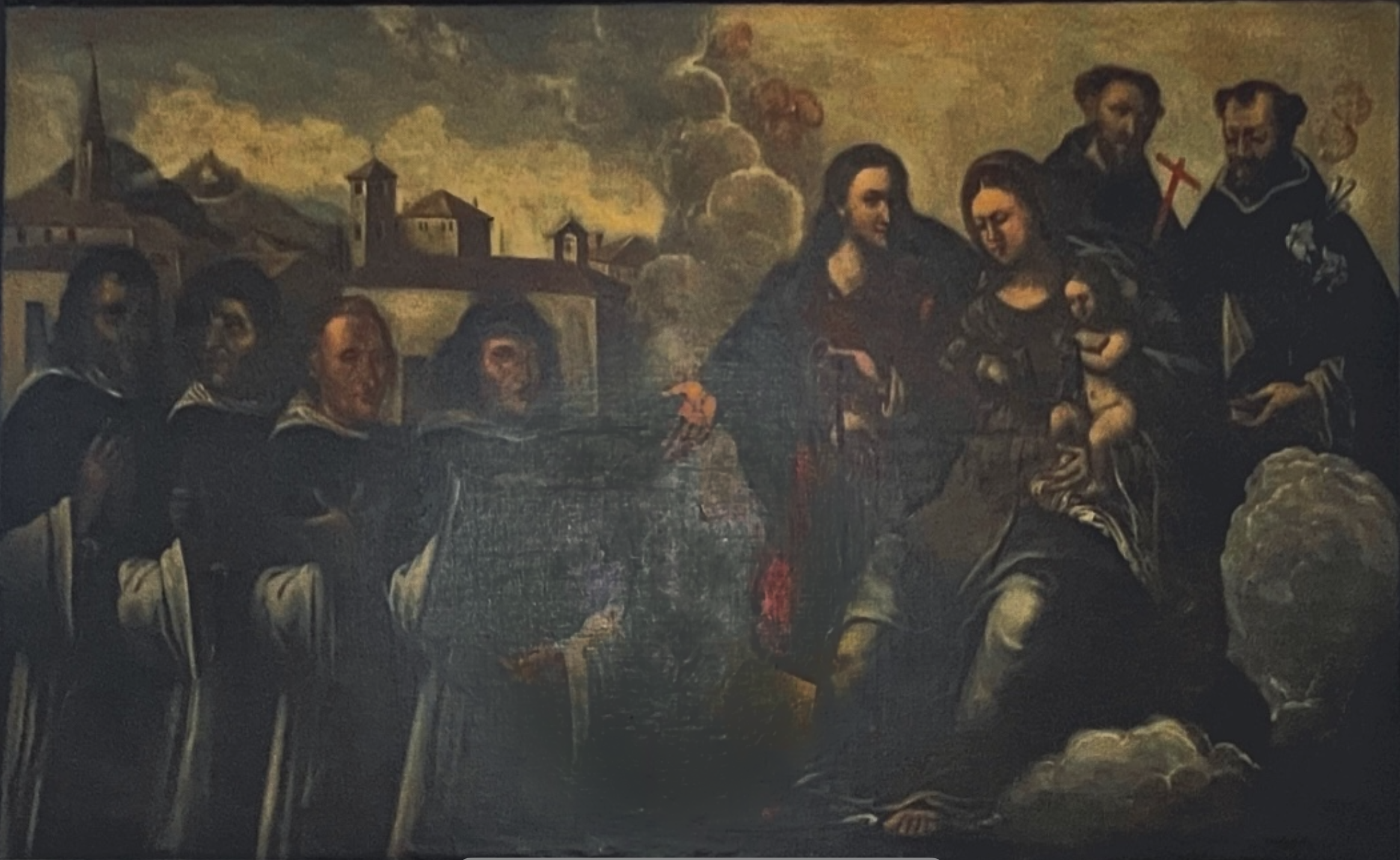
Dipinto rappresentante i monaci cinturati con alle spalle la chiesa nella sua struttura medievale

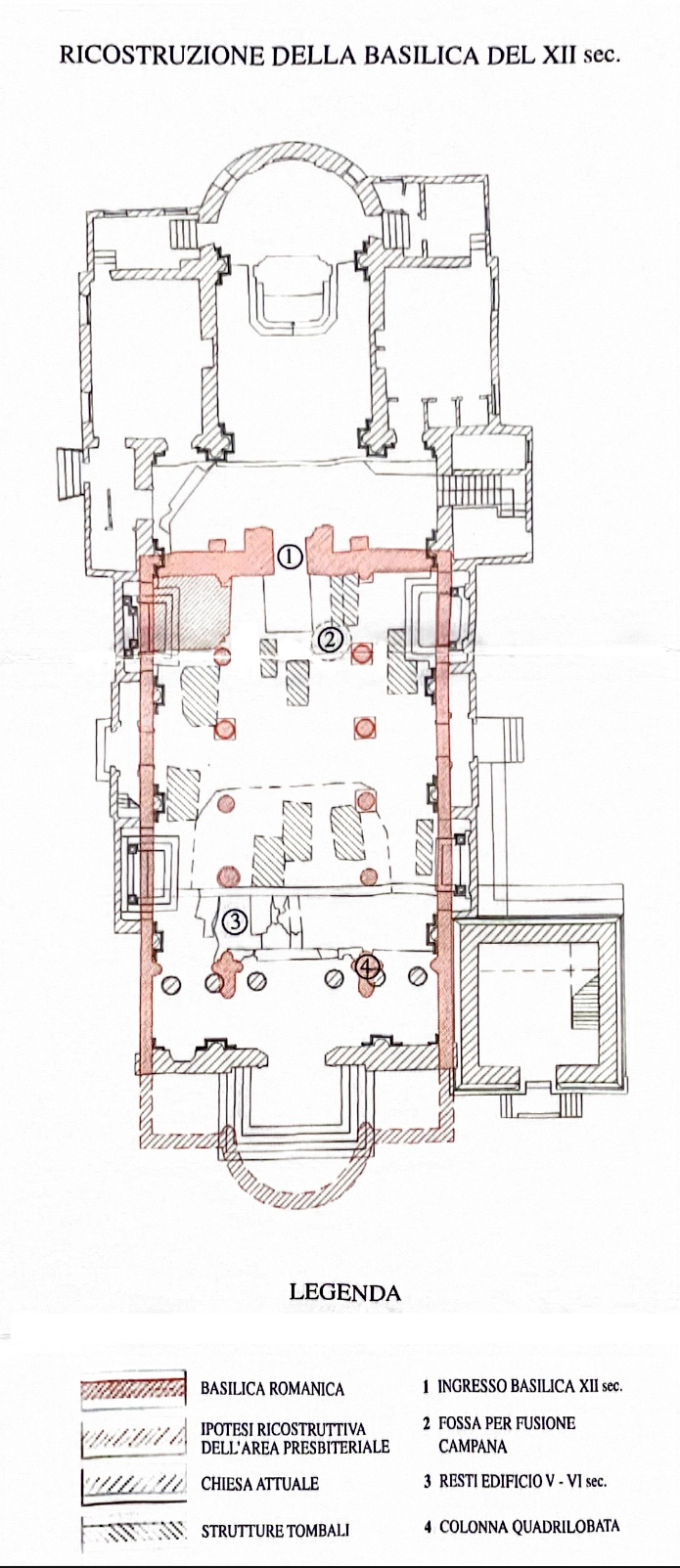
Planimetria ricostruttiva delle varie fasi della chiesa di Santa Giustina a Pernumia (PD), comparazione struttura medievale con quella moderna

La chiesa medievale del XI sec. era costituita da tre navate separate da colonne di mattoni, visibili in una pala del 1595 di scuola veneziana situata nell'abside della chiesa raffigurante il “Battesimo di S. Giustina” di Francesco Apollodoro, detto il Porcia. Era inoltre orientata verso ovest e quindi ruotata di 180° rispetto a quella odierna, l'ingresso era dove in seguito è stato costruito il transetto che conduce all'abside. In un dipinto conservato nella chiesa rappresentante l'ordine dei monaci cinturati, presente nella cittadina in quanto esisteva un convento che ospitava i monaci di tale ordine agostiniano, si può vedere l'originale orientamento della chiesa.
Nel 1150 con l'evolversi del paese, dei gusti e delle necessità, la chiesa venne riedificata in stile romanico.

### Età moderna

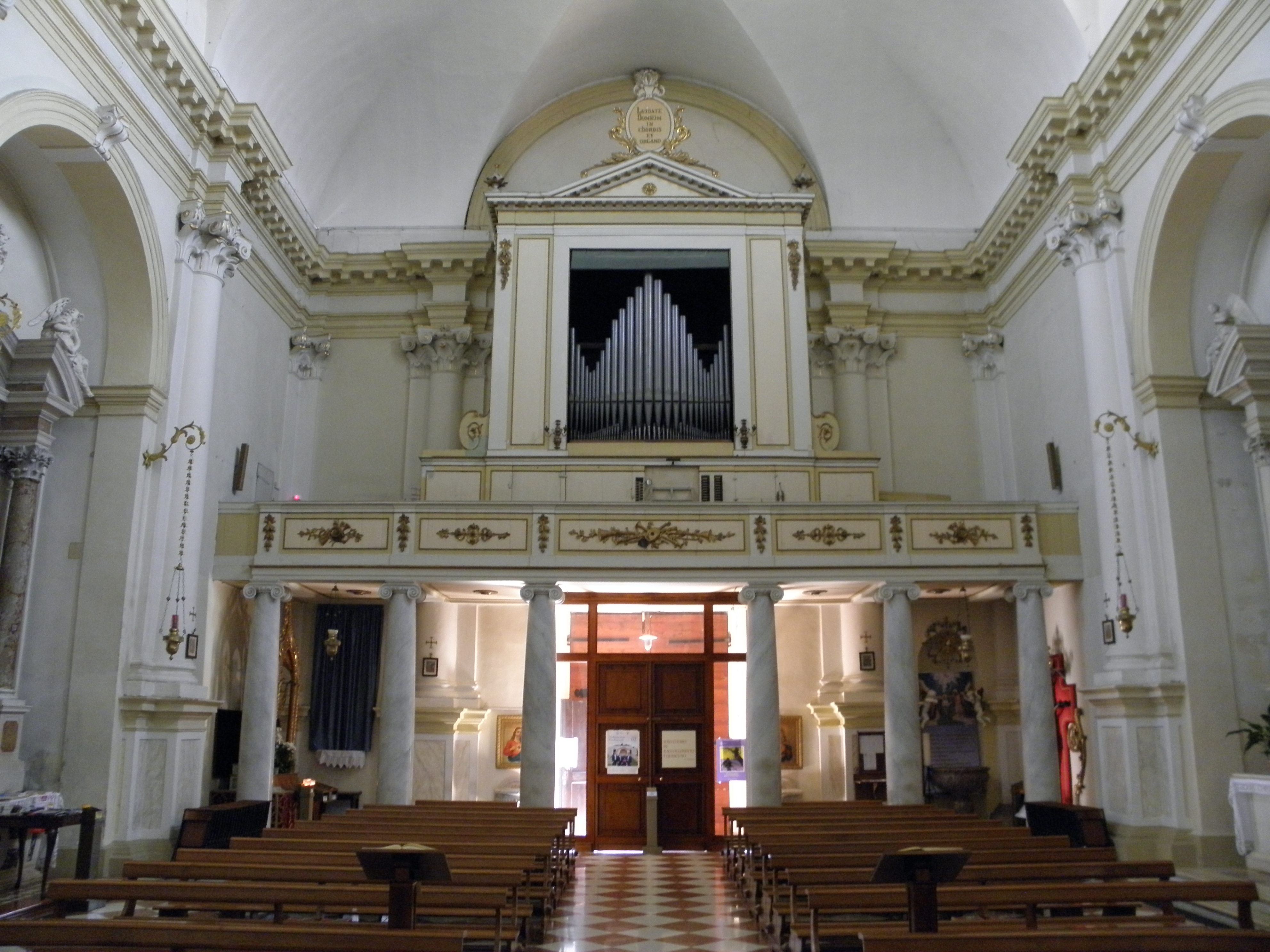
Organo

Nel XVIII secolo ci fu un terremoto che fece crollare il lato ovest dell'edificio; esso era in origine l'ingresso principale della chiesa; a seguito di ciò, durante i lavori di consolidamento e rifacimento della struttura, si è optato nell'invertite l'ingresso e porlo dove in origine vi era l'altare e viceversa. A seguito di ciò, dove quindi una volta vi era l'ingresso è stato edificato l'abside con il nuovo altare e, di spalle ad esso, il dipinto raffigurante le colonne della vecchia chiesa che racconta il battesimo di Santa Giustina. Nell'ultimo ventennio del medesimo secolo l'antica chiesa a tre navate fu demolita per far posto all'attuale parrocchiale, la cui consacrazione venne impartita nel 1780 dal vescovo Nicolò Antonio Giustinian. Allo stesso anno risale lo scavo di una buca di fusione delle campane visibile nel percorso di visita degli scavi. Tra il 1816 ed il 1839 fu eretto il nuovo campanile. La facciata venne rifatta tra il 1845 ed il 1847.

### Età contemporanea

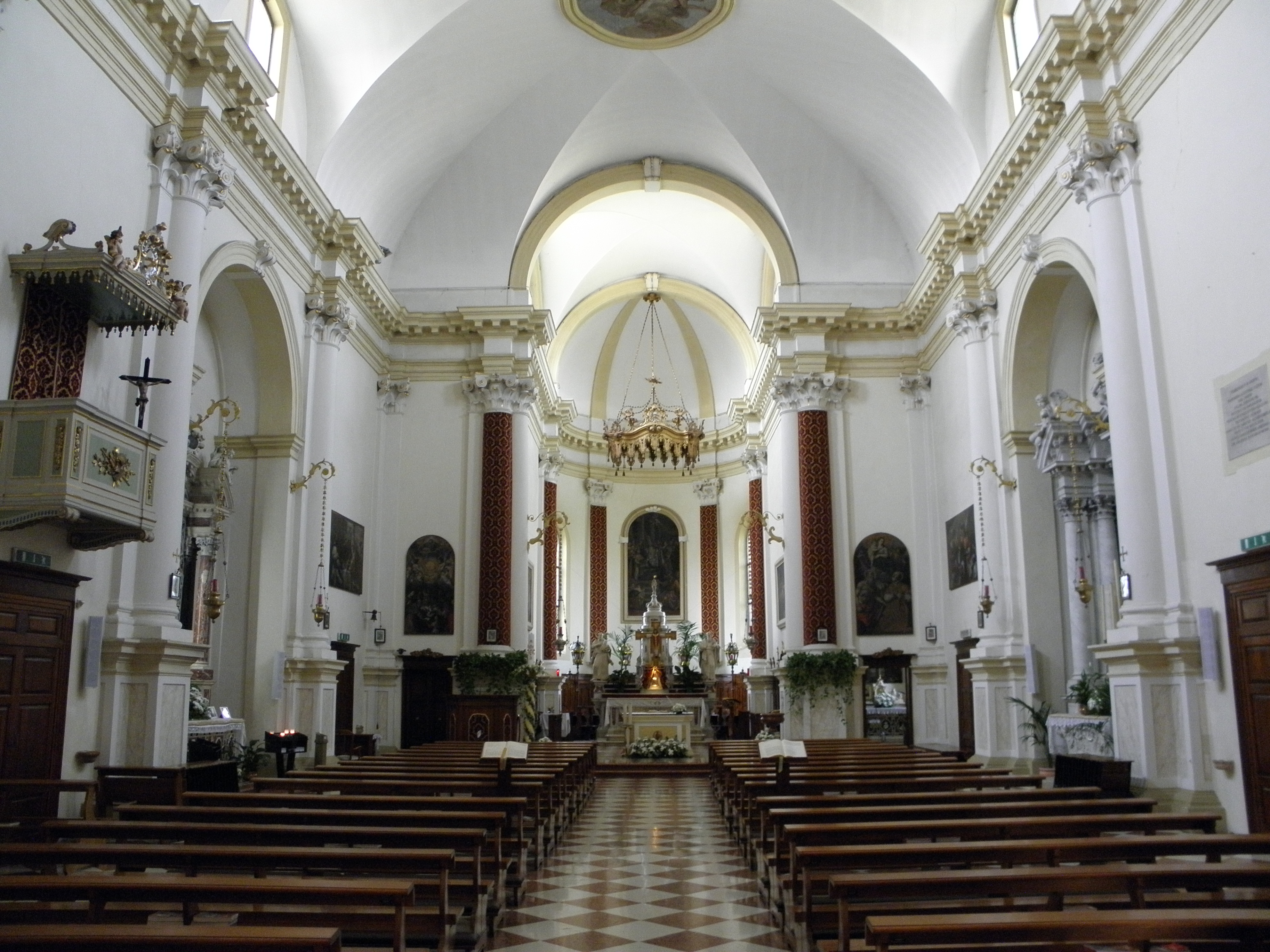
L'interno

Infine, nel 1998 vennero eseguiti dei sostanziali lavori di restauro a seguito di una importante donazione. Durante questi lavori vennero scoperte le antiche fondamenta della chiesa medievale. Gli scavi sono visibili tramite un percorso visita creato in occasione di questi importanti rinvenimenti. Il percorso permette di accedere agli scavi raggiungendo la zona sottostante il presbiterio e avere una visione d'insieme dall'ingresso antico.

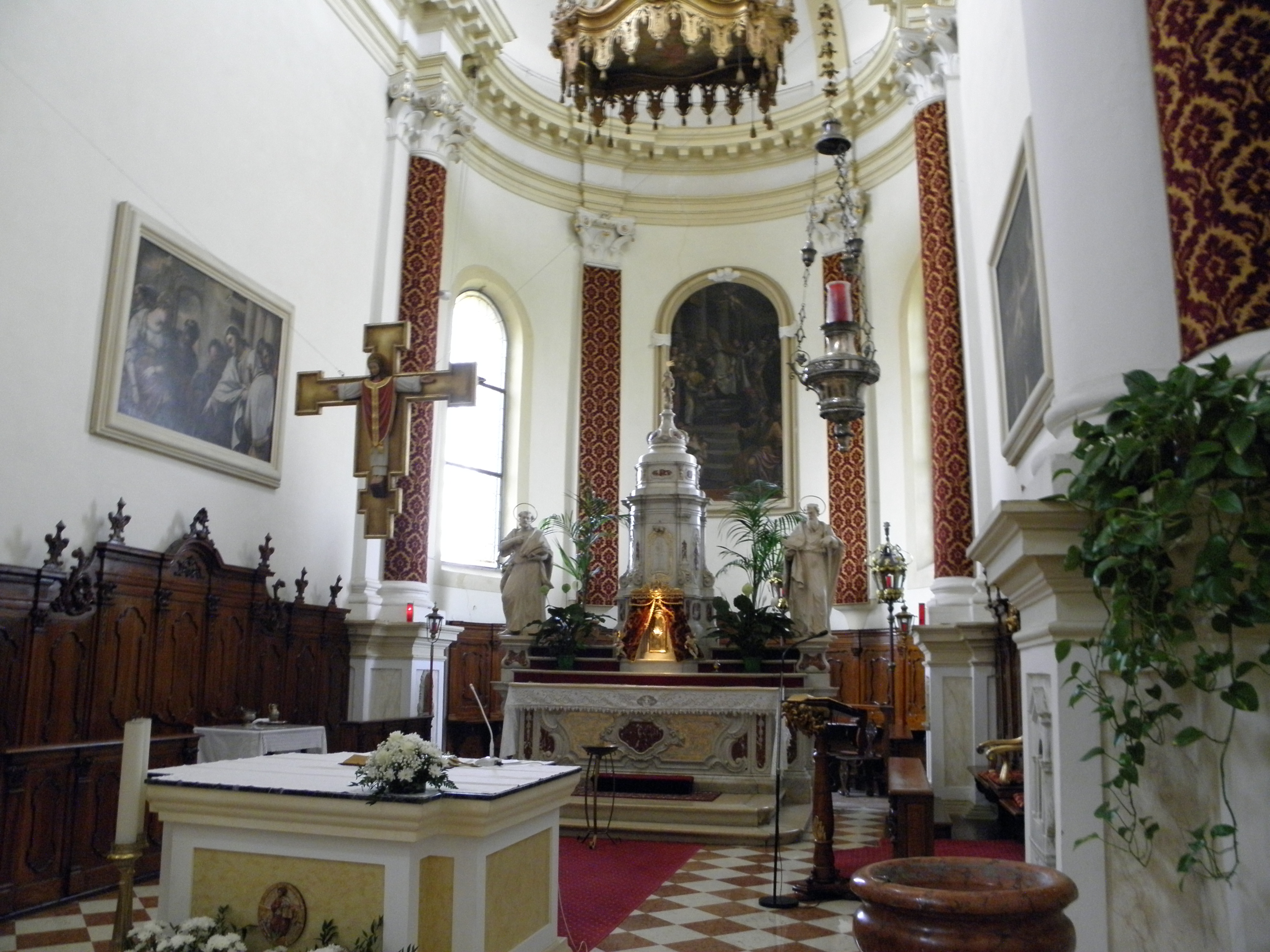
Pala battesimo di Santa Giustina e altare

Immagini degli scavi sottostanti alla chiesa
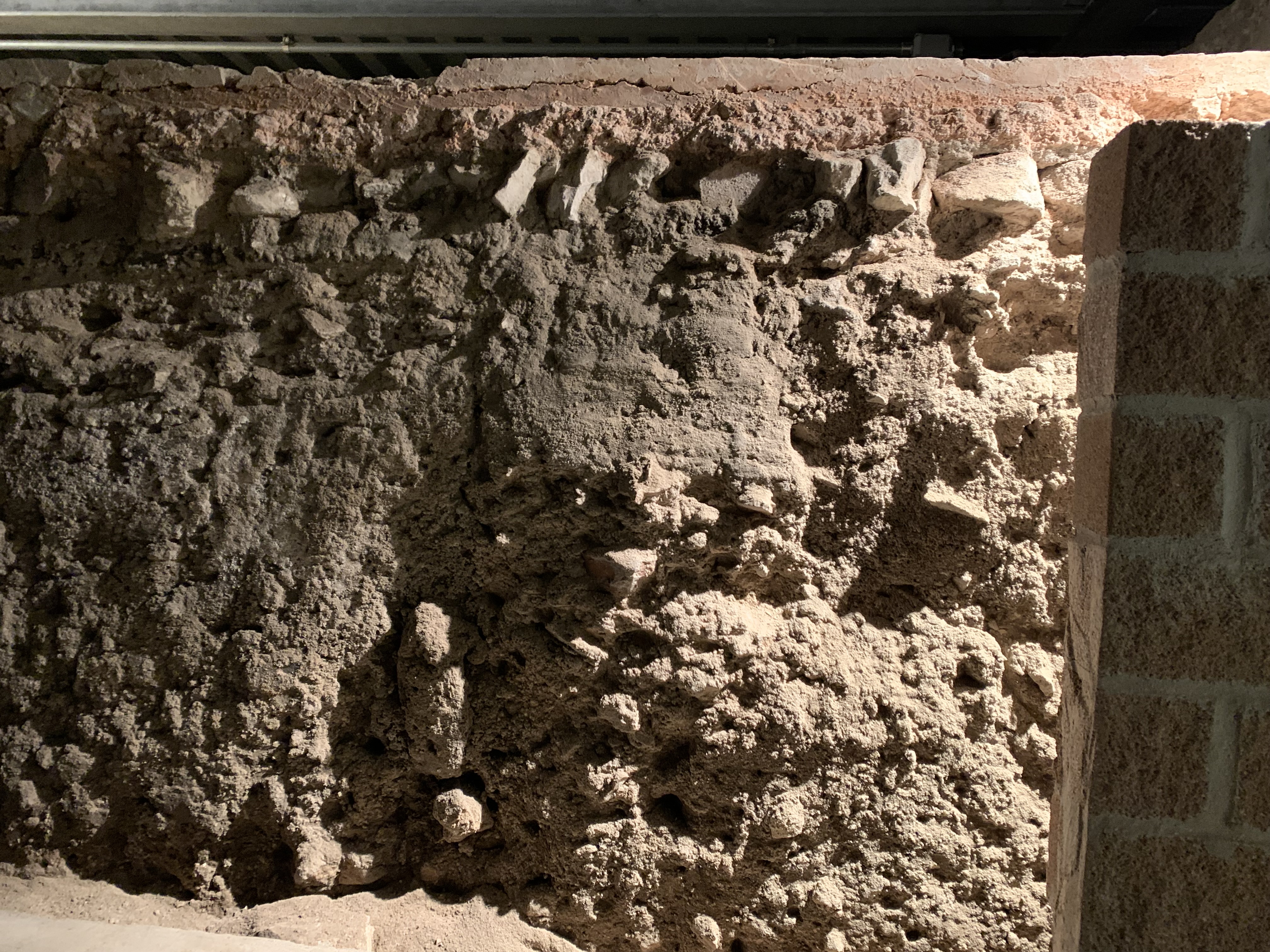
sezione esposta dove è visibile la sequenza stratigrafica
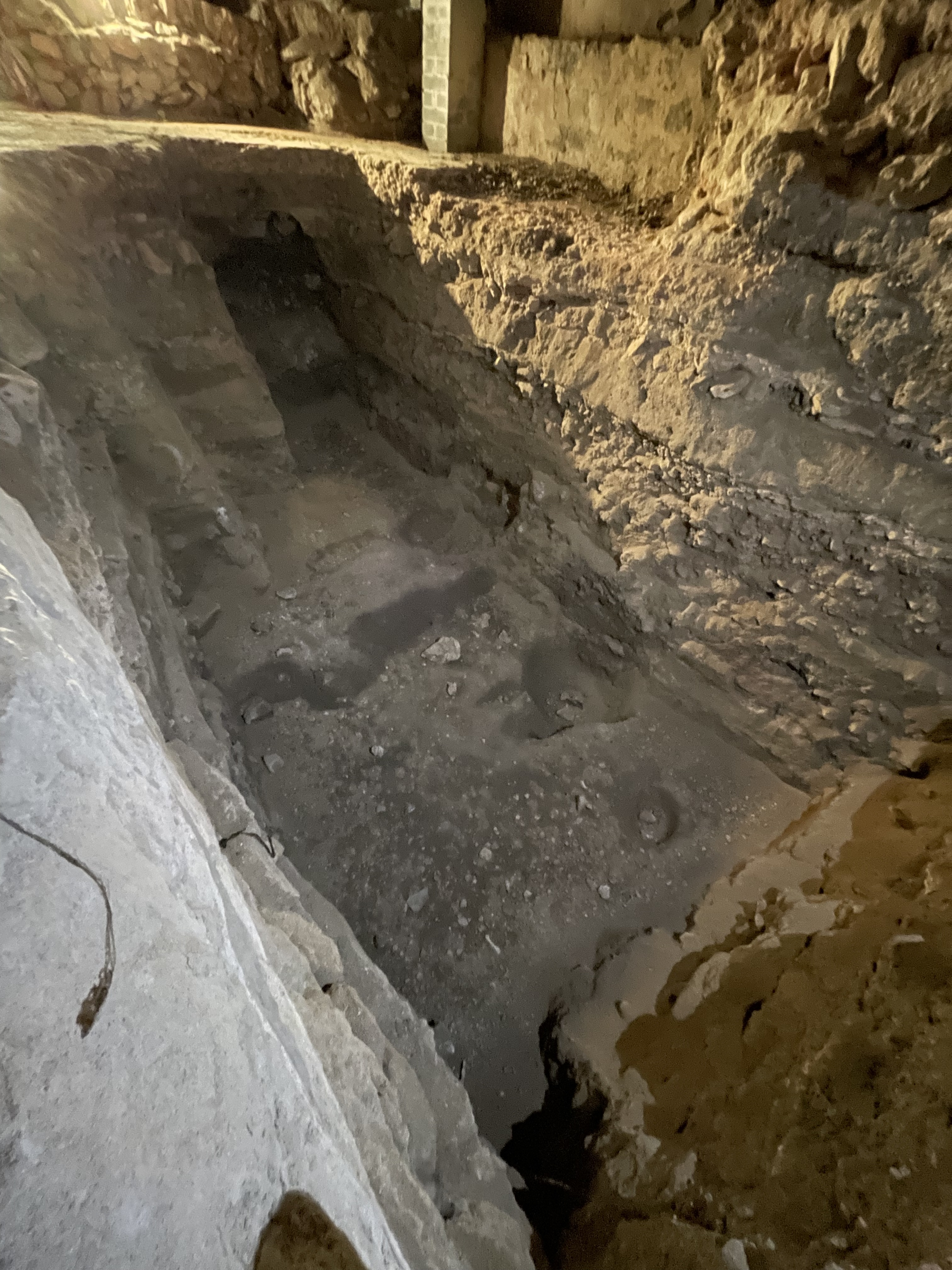
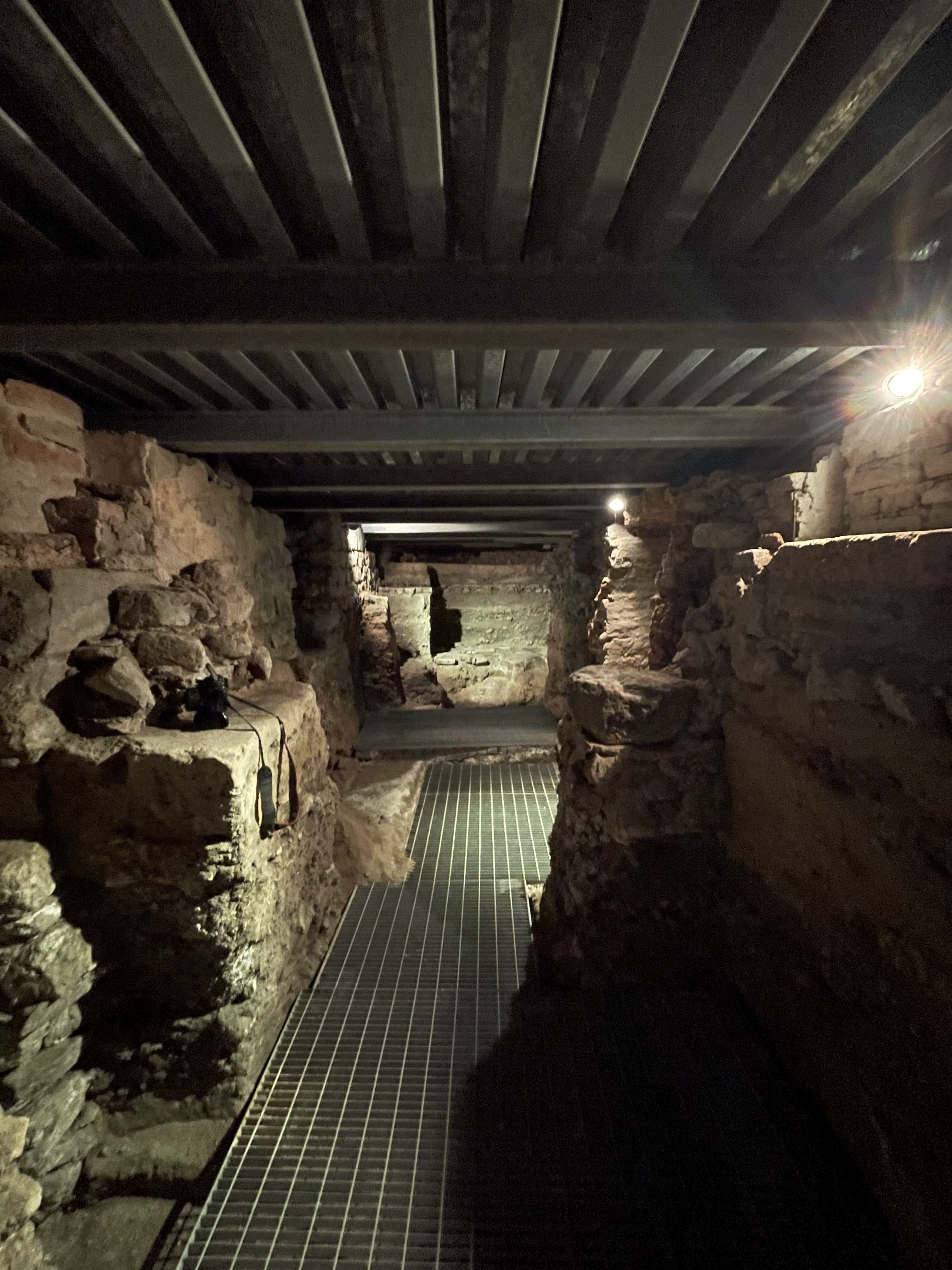
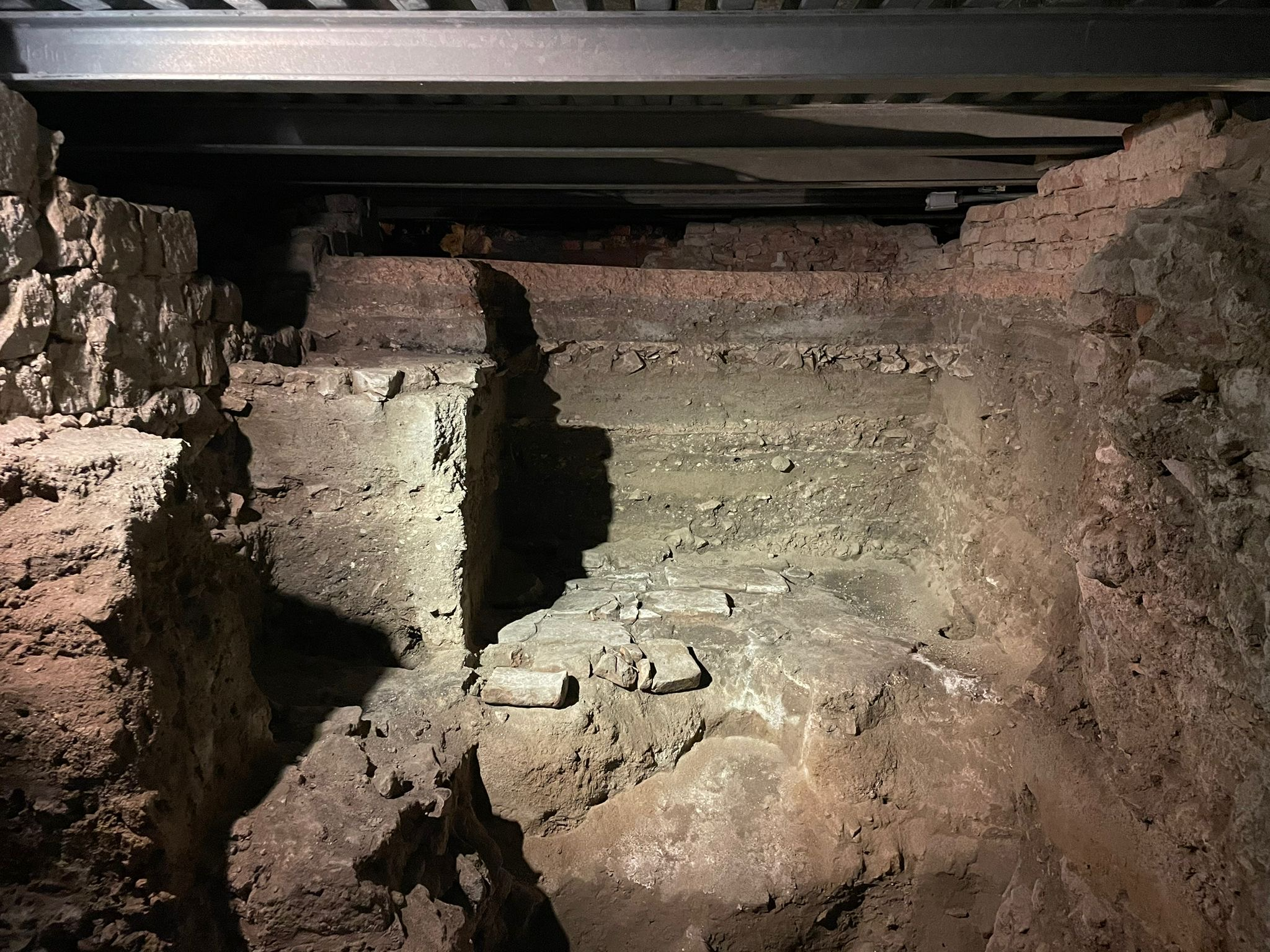

## Descrizione
La Chiesa arcipretale di Santa Giustina Vergine e Martire domina il piccolo centro abitato di Pernumia con il suo ingresso trionfale che si affaccia sulla piazzetta e su tutto il viale principale. Il grande campanile spicca di fianco il fronte della chiesa e tutt'attorno ad essa vi è un piccolo giardinetto/passeggio suggestivo. Nel giardino in questione vi sono appese ai muri di confine effigi appartenenti ad epoche differenti (ormai quasi del tutto illeggibili), contenenti preghiere e ricordi di eventi passati legati alla Chiesa e al comune di Pernumia stesso. Di particolare rilievo è un organo del XVII costruito da Cipriani ancora in uso nella chiesa.
All'interno sono conservati anche un altare attribuito ad Antonio Bonazza, la pala del 1595 di scuola veneziana raffigurante il Battesimo di S. Giustina di Francesco Apollodoro detto il Porcia a cui si è accennato sopra e un dipinto raffigurante la Cacciata di Adamo ed Eva di Bernardo Strozzi.